# Petrosia hoeksemai
Petrosia hoeksemai är en svampdjursart som beskrevs av de Voogd och van Soest 2002. Petrosia hoeksemai ingår i släktet Petrosia och familjen Petrosiidae. Inga underarter finns listade i Catalogue of Life.